# JUMP! (ラジオ番組)
JUMP!（ジャンプ!）は、茨城放送（IBS）にて2011年・2012年のナイターオフシーズンに放送されていたラジオ番組である。

## 概要
曜日別に異なるパーソナリティを迎えての生放送の音楽リクエスト番組。

また、茨城放送における夜の生放送リクエスト番組は1999年度のナイターオフ期に放送された「IBSレディオヘヴン」以来、11年半ぶりとなる。
テーマ曲は、本番組のタイトルにもなっているヴァン・ヘイレンの『ジャンプ』。

## 放送時間
- 月曜～金曜　21:00 - 22:00（2011年シーズンおよび2012年10月）
- 月曜～金曜　21:00 - 21:45（2012年11月から）

## パーソナリティ
特記事項のない人物は、いずれも茨城放送アナウンサー。

### 2011年度
2011年10月3日から2012年3月30日まで放送。
- 田辺昭雄（月・水曜） - 定年退職の為、11月23日の放送を最後に降板。
- 築島雪枝（月曜） - IBS（旧・茨城放送プロモーション）所属のタレント。11月28日から
- 古瀬俊介（火曜） - 2011年10月の1ヶ月間は木曜日も担当。
- すいたんすいこう（水曜） - プロダクションHIT所属のお笑いコンビ。11月30日から
- オスペンギン（木曜） - 吉本興業所属のお笑いコンビ。11月3日から
- 宮田英里、新口絢子（隔週交代、金曜）

### 2012年度
2012年10月1日から2013年3月29日まで放送。なお本年度からUstreamでの生中継による配信も行っている（著作権の関係上、音楽はカットされる）。
- 水戸ご当地アイドル（仮）（月曜） - 水戸市を中心に活動する女性9人によるアイドルユニット。
- 新口絢子（火曜）
- 田中正史（水曜）
- 田中里実（木曜）
- 宮田英里（金曜）

### 2012年度放送していたパーソナリティ
- 小林光一（第2木曜） - SAY MY NAME.のボーカル・ギター担当。